# Doãn Mặc
Doãn Mặc (tiếng Trung: 尹默; bính âm: Yin Mo; ? - ?), tự Tư Tiềm (思潛), là quan viên nhà Quý Hán thời Tam Quốc trong lịch sử Trung Quốc.

## Cuộc đời
Doãn Mặc quê ở huyện Phù, quận Tử Đồng, Ích Châu. Bấy giờ, tại Ích Châu, các học giả chú trọng nghiên cứu kinh học kim văn mà không coi trọng nghiên cứu cổ văn chương cú. Doãn Mặc biết những học giả này kiến thức không đủ rộng, liền lặn lội đến Kinh Châu, theo học Tư Mã Huy, Tống Trọng Tử. Do đó, Mặc thông hiểu cả kinh học lẫn sử học, đọc hiểu hết kinh điển, chú giải của Lưu Hâm, Trịnh Chúng, Giả Quỳ, Trần Nguyên, Phục Kiền.
Doãn Mặc đặc biệt am hiểu Xuân thu Tả thị truyện. Bản chú giải Tả thị truyện của Mặc được truyền lưu rộng rãi, thậm chí người đọc không cần đối chiếu với bản gốc.
Năm 214, Lưu Bị bình định Ích Châu, phong Doãn Mặc làm Khuyến học lệnh, làm học quan trong châu.
Năm 220, Doãn Mặc cùng các quan viên dâng thư khuyên Lưu Bị đăng đế vị. Năm 221, Lưu Bị đăng cơ, phong Lưu Thiện làm thế tử, lấy Mặc làm Thái tử phó, dạy thái tử Tả thị truyện.
Năm 223, Lưu Thiện kế vị, phong Doãn Mặc làm Gián nghị đại phu. Năm 227, thừa tướng Gia Cát Lượng đóng quân tại Hán Trung, lấy Mặc làm Quân tế tửu, theo quân bắc phạt.
Năm 234, Gia Cát Lượng mất, đại quân rút về đất Thục. Doãn Mặc trở về Thành Đô, được phong làm Thái trung đại phu, qua đời sau đó.

## Gia đình
- Con trai:
  - Doãn Tông (尹宗), kế thừa học vấn của Doãn Mặc, quan đến Bác sĩ.[2]

## Nhận xét
Trần Thọ nhận xét: Hứa, Mạnh, Lai, Lý thấy nhiều biết rộng. Doãn Mặc tinh thông Tả thị, tuy không lấy đức, nghiệp nổi danh, nhưng cũng là một đời học sĩ.

## Trong văn hóa
Trong tiểu thuyết Tam quốc diễn nghĩa, Doãn Mặc xuất hiện ở hồi 80, tham dự khuyên Lưu Bị đăng cơ. Khi Thừa tướng Gia Cát Lượng xuất quân bắc phạt, Doãn Mặc được bổ nhiệm làm Bác sĩ, lưu lại hậu phương.